# 베타맥스
베타맥스(Betamax, 일본어: ベータマックス) 또는 베타(Beta, 로고에서는 그리스 문자 β를 사용)는 소니그룹이 개발한 단종된 소비자용 아날로그 비디오테이프 녹화 형식이다. 주된 경쟁 상대였던 VHS와 함께 비디오테이프 표준 전쟁의 주요 경쟁자 중 하나였다. 베타맥스는 1975년 5월 10일 일본에서 처음 출시되었으며, 그 해 말 미국에서도 출시되었다.
베타맥스는 부분적으로 소니의 마케팅 덕분에 VHS에 비해 우수한 화질을 제공하는 것으로 널리 인정받았다. 초기 β1 속도는 VHS의 240라인보다 높은 250라인의 수평 해상도를 제공했지만, 초기 베타 테이프는 녹화 시간이 60분으로 제한되어 영화나 스포츠 이벤트를 녹화하기에는 비실용적이었다. 이를 해결하기 위해 소니는 녹화 시간을 2시간으로 두 배 늘렸지만 해상도를 줄여 기술적 이점을 상쇄시키는 β2 속도를 도입했다.
VHS가 베타맥스에 비해 상업적으로 성공한 것은 JVC가 형식을 광범위하게 라이선스하여 제조업체 간의 경쟁을 촉진하고 가격을 낮춘 전략 때문이기도 했다. 이와 대조적으로 소니는 처음에는 베타 라이선스를 꺼려 시장 도달 범위를 제한했다. 1980년대 후반에 베타맥스의 쇠퇴는 명백해졌고, 1988년에 소니는 VCR 제품군에 VHS 모델을 추가할 것이라고 발표하며 사실상 패배를 인정했다.
표준 전쟁에서 패배했음에도 불구하고 소니는 2002년 8월까지 베타맥스 녹화기를 생산했으며, 2016년 3월까지 공 베타 카세트를 판매하여 해당 형식의 상업적 수명을 마감했다.

## 초기 버전

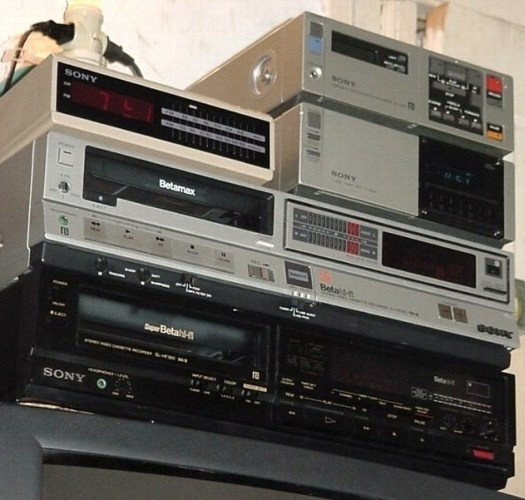
미국 시장용으로 제작된 소니 베타맥스 VCR 3대. 위에서부터: SL-2000 휴대용 VCR과 TT-2000 튜너/타이머 "베이스 스테이션" (1982); SL-HF 300 베타맥스 HiFi 유닛 (1984); SL-HF 360 슈퍼베타 HiFi 유닛 (1988).

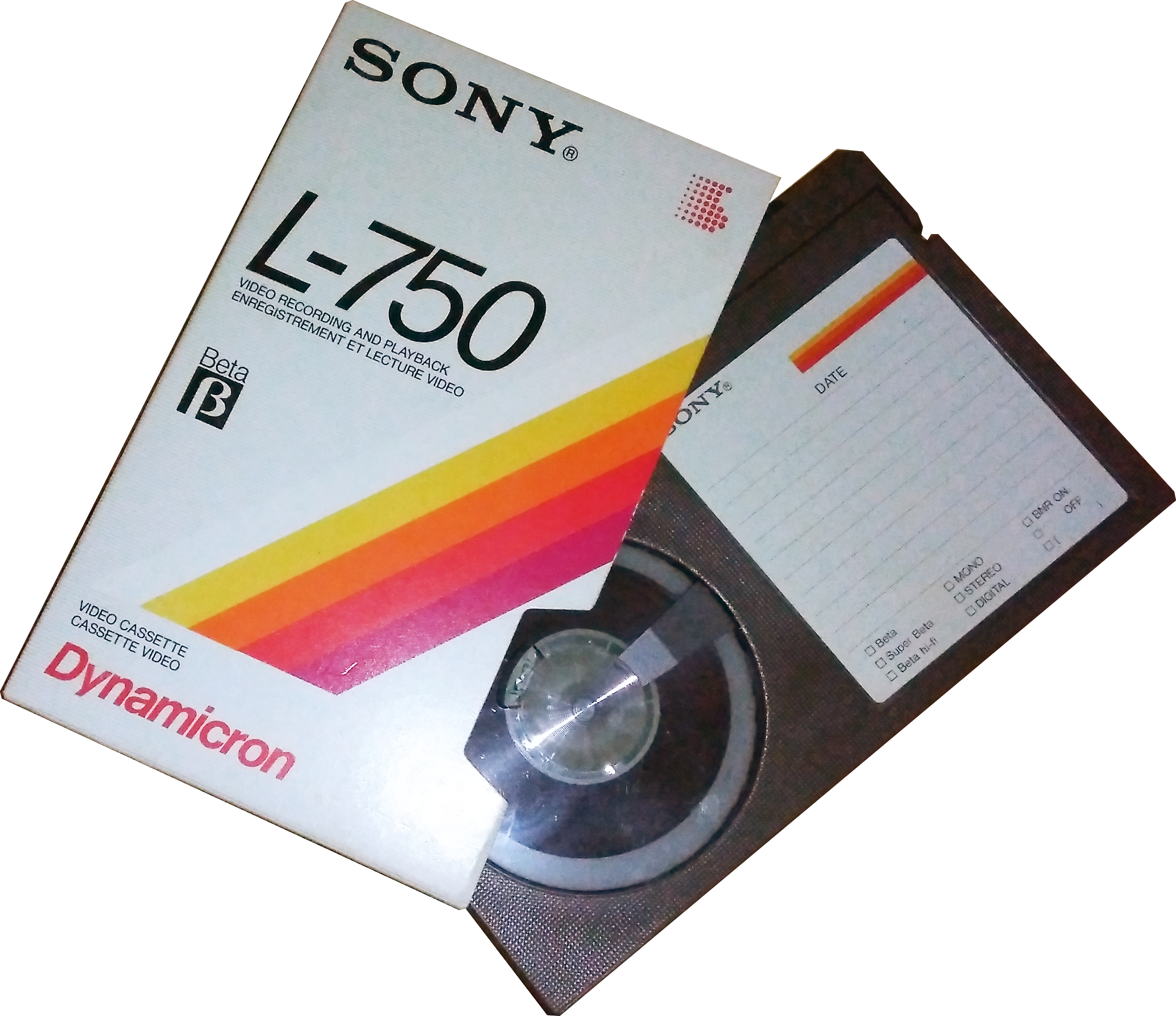
L-750 베타맥스 테이프

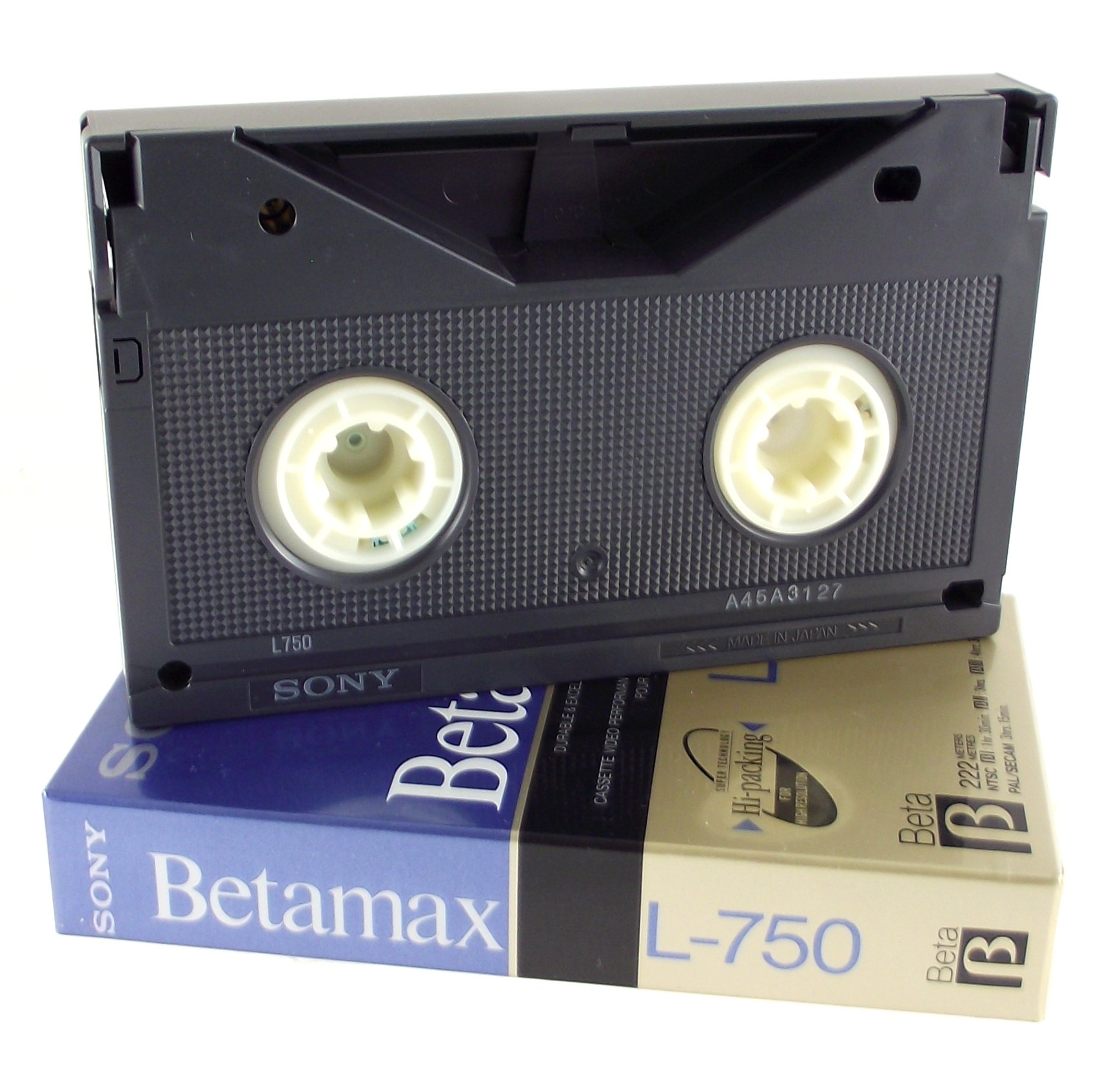
베타맥스 카세트의 아랫면

### 출시 및 초기 모델
미국에 소개된 최초의 베타맥스 VCR은 LV-1901 모델로, 19-인치 (48 cm) 트리니트론 텔레비전이 포함되어 1975년 11월 초에 상점에 등장했다. 카세트에는 초기 전문가용 0.75-인치-wide (19 mm) U-matic 형식과 유사한 디자인으로 0.50-인치-wide (12.7 mm) 비디오테이프가 들어 있다.
경쟁 비디오테이프 형식인 VHS와 마찬가지로, 베타맥스에는 가드 밴드가 없으며 방위각 기록을 사용하여 누화를 줄인다. 소니의 역사 웹페이지에 따르면, 이 이름에는 이중적인 의미가 있다: 베타는 신호가 테이프에 기록되는 방식을 설명하는 데 사용되는 일본어이며; 소문자 그리스 문자 베타 (β)의 모양은 트랜스포트를 통한 테이프의 경로와 유사하다. "최대"를 의미하는 접미사 -max는 위대함을 암시하기 위해 추가되었다. 1977년, 소니는 첫 장시간 재생 베타맥스 VCR인 SL-8200을 출시했다. 이 VCR은 두 가지 녹화 속도를 가졌다: 일반 속도와 새로운 절반 속도. 이는 L-500 베타 비디오 카세트에 두 시간의 녹화 시간을 제공했다. SL-8200은 한 카세트에 최대 4시간, 나중에는 6시간 및 8시간까지 녹화할 수 있었던 VHS VCR과 경쟁하기 위한 것이었다.
초기에 소니는 베타맥스 전용 기능 몇 가지를 내세울 수 있었다. 예를 들어, 양방향 고속 그림 검색 기능인 베타스캔(BetaScan)과 FF 키(또는 REW 키를 누르면 해당 모드에서)를 눌러 테이프의 현재 위치를 확인할 수 있는 베타스킵스캔(BetaSkipScan) 등이 있었다. 이 기능은 피프 서치에서 더 자세히 논의된다. 소니는 VHS 기계에서 사용하는 M-로드 트랜스포트 방식으로는 이러한 특수 모드를 복사하는 것이 불가능하다고 믿었다. 베타스킵스캔(피프 서치)은 현재 소형 M-로드 형식에서도 사용할 수 있지만, 소니조차도 VHS에서 이를 완전히 재현할 수는 없었다. 베타스캔은 원래 "비디오라(Videola)"라고 불렸으나 무비올라를 만든 회사가 법적 조치를 위협하자 이름이 바뀌었다.
산요 전기는 자체 베타맥스 호환 녹화기를 베타코드(Betacord) 브랜드로 판매했다(구어적으로는 "베타"라고도 불렸다). 소니와 산요 외에도 도시바, 파이오니아, 머피 라디오, 아이와, NEC에서 베타 형식 비디오 녹화기를 제조 및 판매했다. 제니스 일렉트로닉스와 베가 (기업)는 소니그룹과 계약하여 자사 제품 라인용 VCR을 생산했다. 시어스 (미국 및 캐나다)와 Quelle (독일) 백화점은 자사 브랜드로 베타 형식 VCR을 판매했으며, 라디오셱 전자제품 체인점도 마찬가지였다.

### 산업 및 전문 용도
소니는 또한 산업 및 기관 사용자 전용의 베타 I 형식인 다양한 산업용 베타맥스 제품을 제공했다. 이 제품들은 U-matic 장비와 동일한 시장을 목표로 했지만, 더 저렴하고 작았다. 베타캠의 등장은 산업용 베타 및 U-matic 장비에 대한 수요를 감소시켰다.

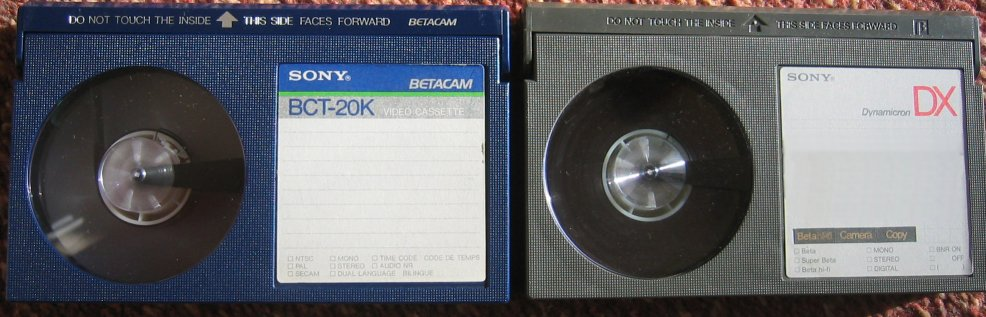
초기 형태의 베타캠 테이프(왼쪽)는 베타맥스(오른쪽)와 물리적으로 호환되지만, 녹화된 내용은 호환되지 않는다.

전문 및 방송 비디오 산업을 위해 소니는 베타캠을 베타맥스에서 파생시켰다. 1982년에 출시된 베타캠은 ENG (방송)에서 가장 널리 사용되는 비디오테이프 형식으로, .75 in (19 mm) 폭의 U-matic 테이프 형식을 대체했다. 베타캠과 베타맥스는 여러 면에서 유사하다. 초기 버전의 베타캠은 동일한 비디오 카세트 모양, 동일한 산화물 테이프 배합(동일한 보자성을 가짐), 그리고 테이프의 동일한 위치에 선형 오디오 트랙을 기록했다. 그러나 비디오 녹화의 핵심 영역에서 베타캠과 베타맥스는 완전히 다른 온테이프 형식을 사용한다.
베타맥스는 음악 녹음 산업에서도 중요한 역할을 했다. 소니가 펄스 부호 변조(PCM) 디지털 녹음 시스템을 베타맥스 녹화기에 연결되는 인코딩 박스/PCM 어댑터로 도입했을 때였다. 소니 PCM-F1 어댑터는 휴대용 디지털 오디오 녹음 시스템으로 동반 베타맥스 VCR SL-2000과 함께 판매되었다. 많은 녹음 엔지니어들이 1980년대와 1990년대에 이 시스템을 사용하여 첫 디지털 마스터 녹음을 만들었다. 동일한 형식을 사용한 후기 모델로는 소니 PCM-501ES, PCM-601ES (S/PDIF 입출력 포함), PCM-701ES가 있다.

### 법적 사건
베타맥스 기술이 미국에 도입되면서 발생한 또 다른 주요 결과는 소니 코퍼레이션 오브 아메리카 대 유니버설 시티 스튜디오스 (1984년, "베타맥스 사건") 소송이었다. 미국 연방 대법원은 가정용 비디오 녹화가 미국에서 합법적이라고 판결했으며, 가정용 비디오 카세트 녹화기는 상당한 비침해적 용도를 가지고 있으므로 합법적인 기술이라고 보았다. 이 선례는 나중에 MGM 대 그록스터 (2005년)에서 인용되었는데, 대법원은 동일한 "상당한 비침해적 용도" 기준이 P2P 파일 공유 소프트웨어의 저작자와 판매자에게 적용된다고 동의했다(단, "고의적이고 유죄적인 표현과 행위"를 통해 저작권 침해를 "적극적으로 유도"하는 경우는 제외).

## 후기 개발 및 파생 모델

### HiFi 오디오 업그레이드
1983년 6월, 소니는 베타 하이파이(Beta Hi-Fi)로 비디오테이프에 고음질 오디오를 도입했다. NTSC의 경우 베타 하이파이는 색차 (C)와 휘도 (Y) 반송파 사이에 한 쌍의 FM 반송파를 배치하는 방식으로 작동했으며, 이는 주파수 다중화로 알려진 과정이다. 각 헤드에는 특정 반송파 쌍이 있었고, 총 네 개의 개별 채널이 사용되었다. 헤드 A는 1.38(L)과 1.68(R) MHz에 하이파이 반송파를 기록했고, 헤드 B는 1.53과 1.83 MHz를 사용했다. 그 결과 80 dB의 동적 범위를 가진 오디오가 생성되었으며, 0.005% 미만의 와우와 플러터가 발생했다.
베타 하이파이 도입에 앞서 소니는 베타 하이파이에 필요한 4개의 FM 반송파를 위한 공간을 만들기 위해 Y 반송파를 400kHz 위로 이동시켰다. 모든 베타 기계는 이러한 변경 사항과 함께 더 낮은 주파수의 사전 AFM Y 반송파를 찾는 기능을 통합했다. 소니는 존재하지 않는 Y 반송파를 기계가 찾는 것을 멈추게 하는 "안티헌트" 회로를 통합했다.
일부 소니 NTSC 모델은 "하이파이 레디"(모델 번호에 일반적인 SL 또는 SL-HF 대신 SL-HFR 접두사가 붙음)로 판매되었다. 이 베타맥스 데크는 일반 베타맥스 모델처럼 보였지만, 뒷면에 특수한 28핀 커넥터가 있었다. 사용자가 베타 하이파이 모델을 원하지만 당시 자금이 부족했다면 "SL-HFRxx"를 구입하고 나중에 별도의 하이파이 프로세서를 구입할 수 있었다. 소니는 두 개의 외장형 베타 하이파이 프로세서인 HFP-100과 HFP-200을 제공했다. HFP-200은 다중 채널 TV 사운드를 지원한다는 점을 제외하고는 동일했으며, 베타 하이파이 로고 뒤에 "스테레오캐스트"라는 단어가 인쇄되어 있었다. 이는 VHS 하이파이 데크와 달리 NTSC 베타맥스는 추가 헤드 쌍이 필요하지 않았기 때문에 가능했다. HFP-x00은 연결된 데크에서 기록될 필요한 반송파를 생성했으며, 재생 시 AFM 반송파는 HFP-x00으로 전달되었다. 또한 어려운 테이프를 위한 작은 "미세 트래킹" 제어 기능이 뒷 패널에 있었다.
그러나 PAL의 경우 색도와 휘도 반송파 사이의 대역폭이 추가 FM 반송파를 허용하기에 충분하지 않아 깊이 다중화가 사용되었다. 여기서 오디오 트랙은 비디오 트랙과 동일한 방식으로 기록되었다. 낮은 주파수의 오디오 트랙은 전용 헤드로 먼저 기록되고, 비디오 트랙은 비디오 헤드로 그 위에 기록되었다. 이를 위해 헤드 디스크에는 다른 방위각을 가진 추가 오디오 전용 헤드 쌍이 일반 비디오 헤드보다 약간 앞에 위치했다.
소니는 VHS가 베타 하이파이와 동일한 오디오 성능을 달성할 수 없을 것이라고 확신했다. 그러나 소니의 실망스럽게도, JVC는 소니가 첫 베타 하이파이 VCR인 SL-5200을 출시한 지 약 1년 후에 깊이 다중화 원리를 기반으로 한 VHS 하이파이 시스템을 개발했다. "CD 음질"을 제공한다는 초기 찬사에도 불구하고, 베타 하이파이와 VHS 하이파이 모두 고주파 정보가 오디오 반송파로 스며들어 순간적인 "웅웅거림" 및 기타 오디오 결함을 생성하는 "반송파 잡음"으로 고통받았다. 두 시스템 모두 컴팬딩 잡음 감소 시스템을 사용했는데, 이는 특정 조건에서 "펌핑" 아티팩트를 생성할 수 있었다. 두 형식 모두 상호 교환 문제로 고통받았는데, 한 기계에서 만든 테이프가 다른 기계에서 항상 잘 재생되지 않았다. 이런 일이 발생하고 아티팩트가 너무 방해가 되면 사용자는 기존 선형 사운드트랙으로 돌아갈 수밖에 없었다.

### 슈퍼베타맥스 / 하이밴드
1985년 초, 소니는 다시 Y 반송파를 800kHz 이동시켜 하이밴드 또는 슈퍼베타라는 새로운 기능을 도입했다. 이로써 Y 사이드밴드에 사용 가능한 대역폭이 개선되었고, 일반 등급 베타맥스 카세트의 수평 해상도가 240라인에서 290라인으로 증가했다. 안테나 및 케이블 신호는 해상도가 300~330라인에 불과했기 때문에, 슈퍼베타는 라이브 TV와 거의 동일한 복사본을 만들 수 있었다. 그러나 색도 해상도는 여전히 상대적으로 낮았으며, 약 0.4MHz 또는 약 30라인 해상도로 제한되었지만, 라이브 방송 색차 해상도는 100라인 이상이었다. 헤드 또한 누화를 줄이기 위해 29 마이크로미터로 좁아졌고, 5.6MHz의 더 높은 반송파 주파수를 재생하기 위해 헤드 갭도 더 좁아졌다. 나중에 일부 모델은 베타-I 녹화 모드의 하이밴드 버전인 베타-Is 형태로 추가 개선 기능을 제공했다. 구형 베타 데크와 슈퍼베타 사이에 일부 비호환성이 있었지만, 대부분은 하이밴드 테이프를 큰 문제 없이 재생할 수 있었다. 슈퍼베타 데크에는 호환성을 위해 슈퍼베타 모드를 비활성화하는 스위치가 있었다. (슈퍼베타는 많은 라이선스 사용자들이 이미 베타맥스 라인을 중단했기 때문에 소니 외부에서는 거의 지원되지 않았다.)

### ED-베타 (확장 정의 베타맥스)
1988년에 소니는 다시 한번 ED-베타, 즉 "확장 정의" 베타맥스로 한계를 뛰어넘어, 당시 미래의 DVD 품질에 비견되는 최대 500라인의 루마(휘도) 해상도를 구현할 수 있었다. 약 6.5MHz 폭의 루마 신호(최대 주파수 9.3MHz)를 저장하기 위해 소니는 베타캠 SP 형식에서 차용한 금속 조성 테이프("ED-메탈" 브랜드)를 사용하고, 기계적으로 유발되는 화면 수차를 줄이기 위해 트랜스포트에 일부 개선을 통합했다. ED-베타는 또한 슈퍼베타에서 사용된 1.2MHz와 달리 2.5MHz의 휘도 반송파 편차를 특징으로 하여, 휘도 노이즈를 줄이면서 대비를 개선했다. 색도 해상도는 변경되지 않았는데, 이로 인해 색 번짐과 같은 아티팩트가 더욱 두드러졌다. 색도 신호 누화를 상쇄하기 위해 재생 중 색도 신호 부분이 한두 스캔 라인만큼 지연되어 색상이 더욱 번졌다. 테이프 더빙 시 "편집 오류를 줄이기" 위해 EDIT 모드를 켜서 고급 VCR에서 색도 지연을 비활성화할 수 있었다.
소니는 1980년대 후반에 두 가지 ED 데크와 캠코더를 출시했다. 최고급 EDV-9500 (캐나다에서는 EDV-9300) 데크는 정확성과 기능 면에서 훨씬 비싼 U-matic 설비에 필적하는 매우 유능한 편집 데크였지만, 타임코드 및 기타 전문가용 기능의 부족으로 상업적인 성공을 거두지 못했다. 소니는 ED-베타를 "준전문가" 또는 "프로슈머" 사용자에게 마케팅했다. EDC-55 "ED 캠" 캠코더의 경우, 일반적인 단일 CCD 영상 장치 대신 두 개의 CCD를 사용하여 저조도 감도가 낮다는 주요 불만이 제기되었다. ED-베타 기기는 βII 및 βIII 모드로만 녹화할 수 있었으며, βI 및 βIs를 재생할 수 있었다.

### 휴대용 장비 및 베타무비 캠코더
두 부분으로 구성된 휴대용 비디오 시스템 (소니의 "베타팩"과 같은 휴대용 VCR 및 별도의 카메라를 특징으로 하는 시스템)이 곧 아마추어 및 저가형 비디오 제작을 위해 출시되었다. 슈퍼 8 필름과 더 잘 경쟁하기 위해서는 덜 번거로운 올인원 솔루션이 필요했고, 소니의 솔루션은 최초의 소비자용 캠코더인 "베타무비"였다.
베타무비는 표준 크기 베타맥스 카세트를 사용했다. 그러나 메커니즘을 소형화하는 데 필요한 변경으로 인해 비표준 녹화 신호 타이밍을 사용하게 되었다. 그 결과, 최종 온테이프 녹화는 설계상 표준 베타맥스 형식이며 일반 베타 데크에서 재생 가능하지만, 캠코더 자체는 녹화 전용이며, 영상을 검토하거나 재생할 수 없다. (이는 또한 베타무비를 녹화물을 시청하는 데 필요한 베타 VCR을 소유하거나 접근할 수 있는 사람들에게만 효과적으로 제한했다).

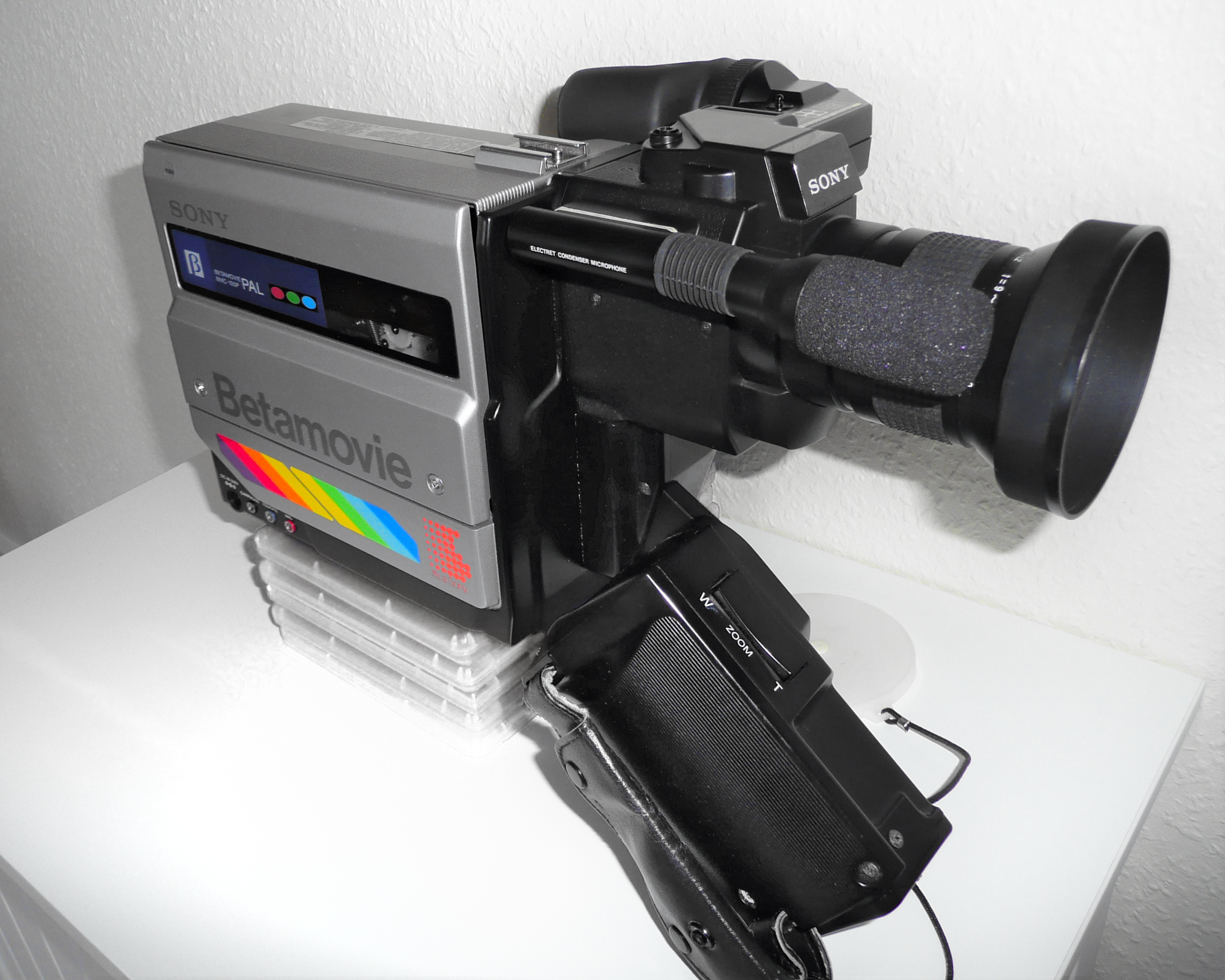
소니 베타무비 BMC-100P, 베타무비 라인 중 첫 모델이자 최초의 소비자용 캠코더

VHS 제조업체들은 표준 비디오 신호를 사용하여 드럼 소형화를 위한 다른 해결책을 찾았고, 이를 통해 캠코더 자체에서 영상을 검토하고 편집을 위해 다른 VCR로 출력할 수 있었다. 이는 베타 VCR 소유자조차도 VHS 캠코더를 사용하여 베타 데크에 영상을 복사하고 편집할 수 있다는 점에서 큰 이점이었다. 베타무비로는 불가능한 일이었다.
VHS는 VHS-C로 또 다른 이점을 얻었다. VHS-C는 소형 카세트를 사용하여 어떤 베타무비보다도 더 작고 가벼운 캠코더를 만들었다. 소니는 VHS-C 캠코더의 기능을 복제할 수 없었고, 급격한 시장 점유율 손실을 보고 결국 8밀리 비디오 형식을 도입했다. 소니의 희망은 8밀리 비디오가 모든 용도에서 베타와 VHS를 모두 대체할 수 있다는 것이었다.
슈퍼베타 및 산업용 베타무비 캠코더도 소니에서 판매되었다.

## 생산 중단 및 유산

### 생산 종료
2015년 11월 10일, 소니는 더 이상 베타맥스 비디오 카세트를 생산하지 않을 것이라고 발표했다. 생산 및 판매는 약 41년 동안 계속된 생산 끝에 2016년 3월에 종료되었다. 제3자 제조업체는 계속해서 새로운 카세트를 만들고 있다. 이 카세트들은 베타캠 형식과 함께 사용하도록 설계되었지만, 산화물 조성 카세트는 기존 베타맥스 시스템과 호환된다.
1980년대 후반 베타맥스 녹화기 판매가 급감하고 2002년 소니가 신형 녹화기 생산을 중단했음에도 불구하고, 베타맥스, 슈퍼베타맥스, ED-베타는 여전히 소수의 사람들에 의해 사용되고 있다. 소니가 2016년에 신형 카세트 생산을 중단했지만, 신품 구형 베타맥스 카세트는 여전히 온라인 상점에서 구매할 수 있으며, 중고 녹화기 (및 카세트)는 종종 벼룩시장, 중고품 상점 또는 인터넷 경매 사이트에서 발견된다. 물리적으로 베타맥스 카세트를 기반으로 한 초기 형식의 베타캠 카세트는 전문가용 미디어에서 계속 사용할 수 있다. 베타캠 SP, 그 디지털 수정판, 그리고 최근에는 무테이프 녹화로 대체되었지만, 여전히 일부 방송사에서 사용되고 있다.

### 유산

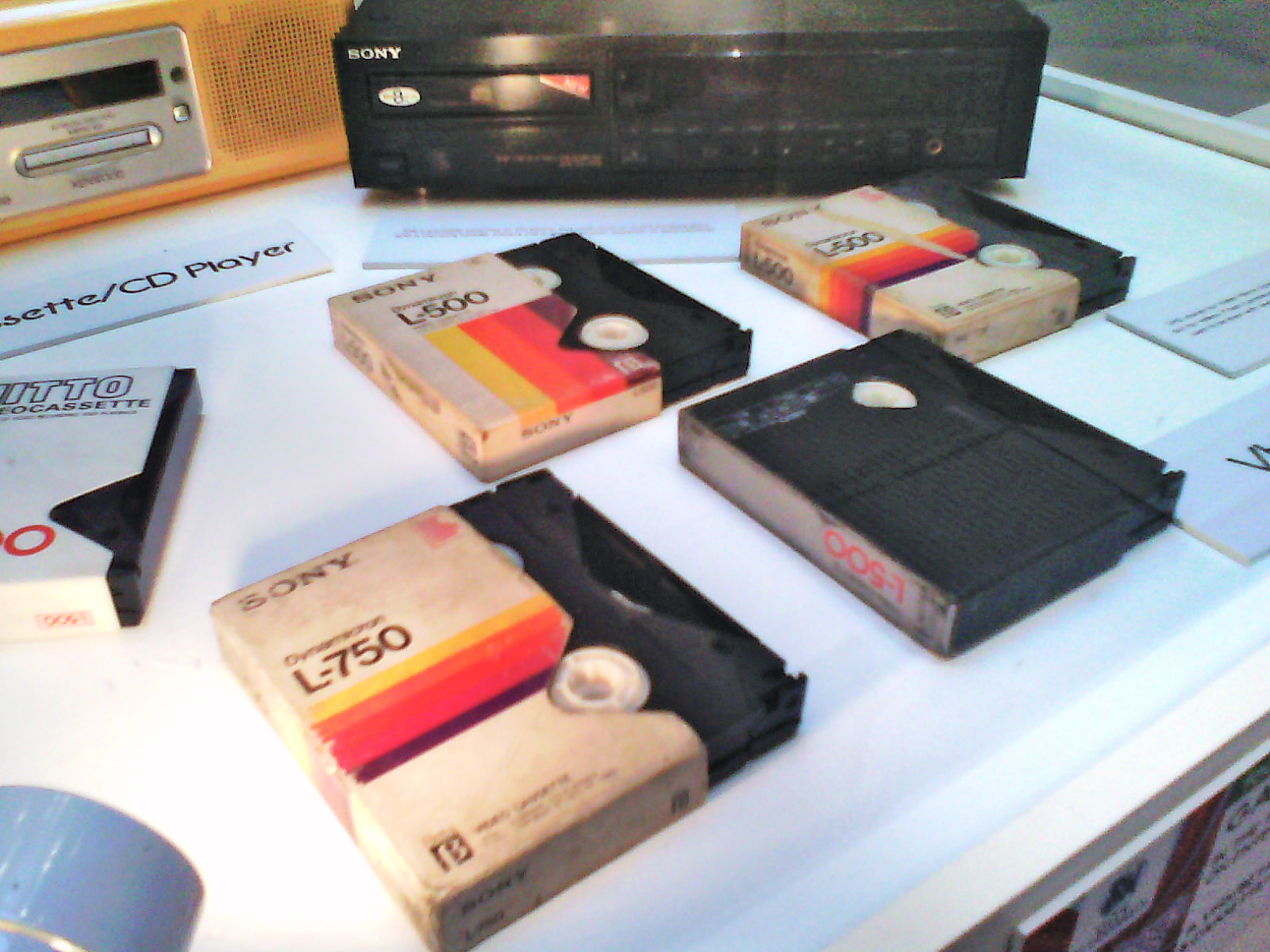
박물관에 전시된 베타맥스 테이프

VHS 형식이 베타맥스 형식을 이긴 것은 고전적인 마케팅 사례 연구가 되었다. 소니가 산업 표준을 지시하려던 시도는 JVC가 소니의 베타맥스 제안을 포기하고 자체 기술을 개발하기로 전술적 결정을 내리면서 역효과를 냈다. JVC는 소니의 제안을 받아들이면 소니가 지배하는 U-matic 계약과 유사한 결과가 나올 것이라고 생각했다.
1980년까지 JVC의 VHS 형식은 북미 시장의 60%를 장악했다. 대규모 규모의 경제 덕분에 VHS 유닛은 희귀한 베타맥스 유닛보다 훨씬 저렴한 비용으로 유럽 시장에 도입될 수 있었다. 영국에서 베타맥스는 1981년 25%의 시장 점유율을 차지했지만, 1986년에는 7.5%로 떨어졌고 계속해서 더 하락했다. 1984년까지 베타의 12개 회사에 비해 40개 회사가 VHS 형식 장비를 만들었다. 소니는 마침내 1988년에 VHS 녹화기 생산을 시작하면서 패배를 인정했지만 (초기 모델은 히타치 제작소에서 제작), 2002년까지 베타맥스 녹화기 생산을 계속했다.
일본에서는 베타맥스가 더 큰 성공을 거두었으며, 결국 500+라인의 해상도를 가진 확장 정의 베타맥스로 진화했다.

## 기술적 세부 사항

### 다른 비디오 형식과의 비교

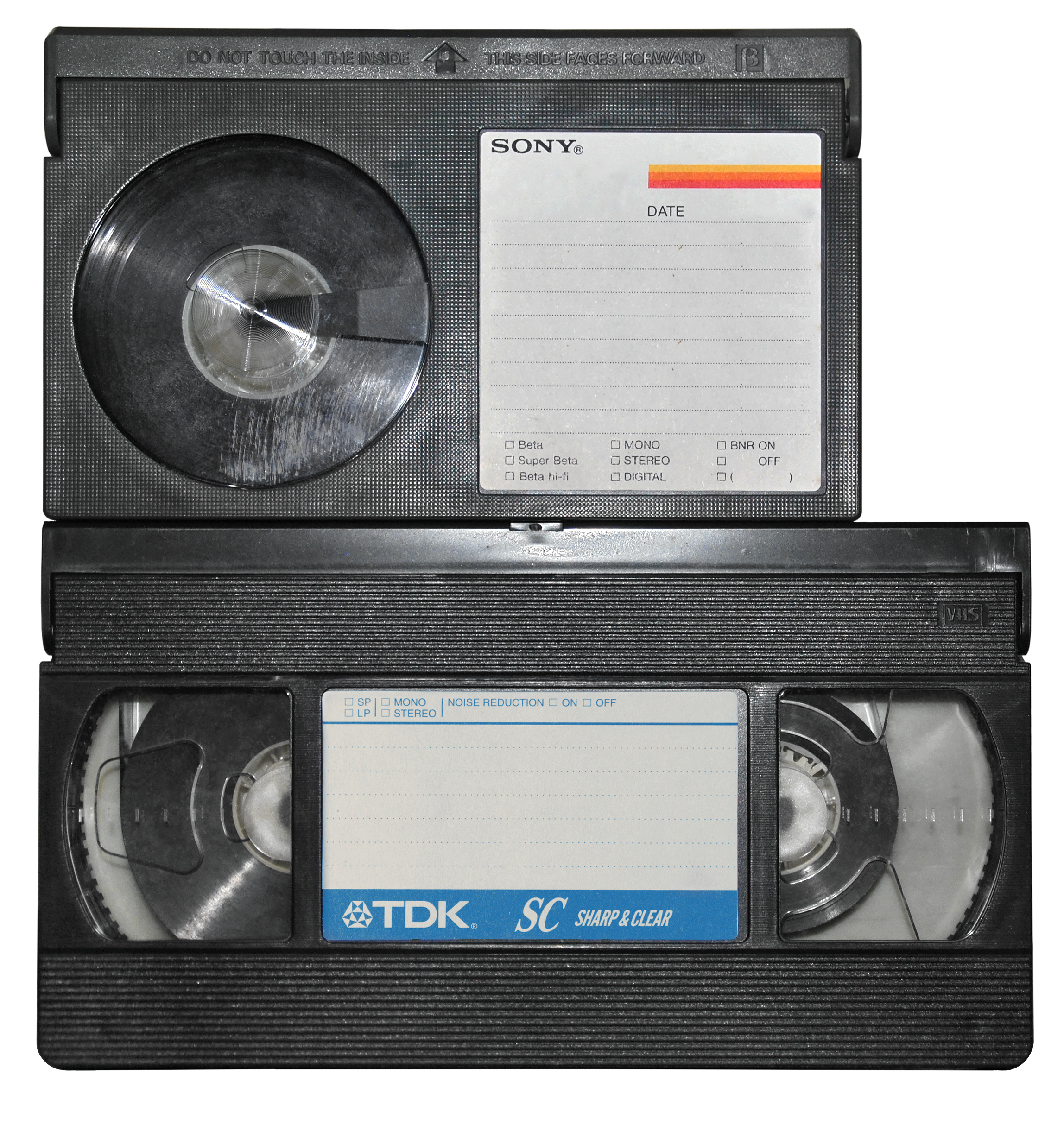
베타맥스 카세트(위)와 VHS 카세트(아래)의 크기 비교

베타맥스 VCR의 드럼에 있는 헤드가 테이프 위로 움직이며 6.9 또는 5.832미터/초의 쓰기 속도를 생성하며, 드럼은 1800 rpm (NTSC, 60 Hz) 또는 1500 rpm (PAL, 50 Hz)으로 회전한다. 이론적으로 베타맥스는 3.2 MHz의 더 높은 대역폭을 가지므로 VHS보다 더 나은 비디오 품질을 제공한다. 테이프는 2 cm/초 (βII, 60 Hz), 1.33 cm/초 (βIII, 60 Hz) 또는 1.873 cm/초 (50 Hz)로 움직인다. 원래 βI 속도는 4 cm/초였다.
다음은 다양한 미디어의 현대적인 디지털 방식 해상도(및 전통적인 아날로그 "화면 높이당 TV 라인" 측정) 목록이다. 이 목록에는 인기 있는 형식만 포함된다. 나열된 해상도는 휘도에만 적용되며, 디지털 형식의 경우 색도 해상도는 일반적으로 각 차원에서 절반으로 줄어들고, 아날로그 형식의 경우 훨씬 낮다.
등가 픽셀 해상도는 아날로그 라인 해상도 수치에서 계산된다:
| 표준                                               | 디지털 또는 아날로그? | 휘도 해상도          | 색도 해상도        |
| 표준                                               | 디지털 또는 아날로그? | (등가 픽셀 해상도)   | (등가 픽셀 해상도) |
| -------------------------------------------------- | --------------------- | -------------------- | ------------------ |
| VHS, CED (NTSC)                                    | 아날로그              | 240라인 (320×486)    | 30라인 (40×486)    |
| U-matic, 베타맥스, VHS HQ, 8밀리 비디오 (NTSC)     | 아날로그              | 250라인 (333×486)    | 30라인 (40×486)    |
| 슈퍼베타 (NTSC)                                    | 아날로그              | 290라인 (387×486)    | 30라인 (40×486)    |
| 베타캠 (NTSC)                                      | 아날로그              | 290라인 (387×486)    | 100라인 (100×486)  |
| Type C (NTSC)                                      | 아날로그              | 300라인 (400×486)    | 120라인 (120×486)  |
| 방송 (NTSC, PAL-M, SECAM-M)                        | 아날로그              | 330라인 (440×486)    | 120라인 (120×486)  |
| 베타캠 SP (NTSC)                                   | 아날로그              | 340라인 (453×486)    | 100라인 (100×486)  |
| Type A (NTSC)                                      | 아날로그              | 350라인 (467×486)    | 120라인 (120×486)  |
| S-VHS, Hi8 (NTSC)                                  | 아날로그              | 420라인 (560×486)    | 30라인 (40×486)    |
| 레이저디스크 (NTSC)                                | 아날로그              | 420라인 (560×486)    | 120라인 (120×486)  |
| ED 베타 (NTSC)                                     | 아날로그              | 500라인 (667×486)    | 30라인 (40×486)    |
| 쿼드러플렉스 비디오테이프 (NTSC)                   | 아날로그              | 512라인 (683×486)    | 120라인 (120×486)  |
| Type B (NTSC)                                      | 아날로그              | 520라인 (693×486)    | 120라인 (120×486)  |
| IVC 9000 (NTSC)                                    | 아날로그              | 570라인 (760×486)    | 120라인 (120×486)  |
| VHS, CED (PAL)                                     | 아날로그              | 240라인 (320×576)    | 30라인 (40×288)    |
| U-matic, 베타맥스, VHS HQ, 8밀리 비디오 (PAL)      | 아날로그              | 250라인 (333×576)    | 30라인 (40×288)    |
| 슈퍼베타 (PAL)                                     | 아날로그              | 290라인 (387×576)    | 30라인 (40×288)    |
| 베타캠 (PAL)                                       | 아날로그              | 290라인 (387×576)    | 100라인 (100×288)  |
| Type C (PAL)                                       | 아날로그              | 300라인 (400×576)    | 120라인 (120×288)  |
| 방송 (PAL-N)                                       | 아날로그              | 330라인 (440×576)    | 120라인 (120×288)  |
| 베타캠 SP (PAL)                                    | 아날로그              | 340라인 (453×576)    | 100라인 (100×288)  |
| Type A (PAL)                                       | 아날로그              | 350라인 (467×576)    | 120라인 (120×288)  |
| 방송 (PAL-B/G/H 및 SECAM-B/G)                      | 아날로그              | 390라인 (520×576)    | 120라인 (120×288)  |
| S-VHS, Hi8 (PAL)                                   | 아날로그              | 420라인 (560×576)    | 30라인 (40×288)    |
| 레이저디스크 (PAL)                                 | 아날로그              | 420라인 (560×576)    | 120라인 (120×288)  |
| 방송 (PAL-I)                                       | 아날로그              | 430라인 (573×576)    | 120라인 (120×288)  |
| 방송 (PAL-D/K 및 SECAM-D/K/L)                      | 아날로그              | 470라인 (627×576)    | 120라인 (120×288)  |
| ED 베타 (PAL)                                      | 아날로그              | 500라인 (667×576)    | 30라인 (40×288)    |
| Type B (PAL)                                       | 아날로그              | 624라인 (832×576)    | 120라인 (120×288)  |
| 쿼드러플렉스 비디오테이프 (PAL)                    | 아날로그              | 640라인 (854×576)    | 120라인 (120×288)  |
| IVC 9000 (PAL)                                     | 아날로그              | 684라인 (912×576)    | 120라인 (120×288)  |
| 비디오 CD                                          | 디지털                | 260라인 (352×240)    | 130라인 (176×120)  |
| 디지털 베타캠 (NTSC)                               | 디지털                | 540라인 (720×486)    | 270라인 (360×486)  |
| 디지털 베타캠 (PAL)                                | 디지털                | 540라인 (720×576)    | 270라인 (360×576)  |
| SVCD                                               | 디지털                | 360라인 (486×480)    | 180라인 (240×240)  |
| 아나모픽 DVD (NTSC)                                | 디지털                | 410라인 (720×480)    | 205라인 (360×240)  |
| 레터박스 DVD (NTSC, PAL)                           | 디지털                | 410라인 (720×360)    | 205라인 (360×180)  |
| 아나모픽 DVD (PAL)                                 | 디지털                | 720×576              | 360×288            |
| 4:3 DVD, DV (비디오 포맷), MiniDV, Digital8 (NTSC) | 디지털                | 540라인 (720×480)    | 270라인 (360×240)  |
| AVCHD Lite (720p)                                  | 디지털                | 720라인 (1280×720)   | 360라인 (640×360)  |
| 16:9 HDV                                           | 디지털                | 810라인 (1440×1080)  | 405라인 (720×540)  |
| AVCHD, 블루레이, HD DVD (1080p/1080i)              | 디지털                | 1080라인 (1920×1080) | 540라인 (960×540)  |

16:9 DVD와 4:3 DVD의 아날로그 해상도 손실은 직관적이지 않다. 이는 아날로그 해상도 단위가 "화면 높이당 라인 수"이기 때문이다. 화면 높이가 동일하게 유지될 때, 동일한 720픽셀이 16:9에서는 더 넓은 영역에 퍼지므로, 화면 높이당 수평 해상도는 더 낮아진다.

### 테이프 길이
NTSC와 PAL/SECAM 베타맥스 카세트는 물리적으로 동일하지만 (테이프에 기록된 신호는 호환되지 않음), 테이프 속도가 NTSC와 PAL/SECAM 간에 다르기 때문에 카세트 재생 시간은 시스템에 따라 달라진다. L-410과 같이 다른 특이한 길이의 테이프도 때때로 생산되었다.
- NTSC 전용의 경우, βI은 표준 속도, βII은 1/2 속도, βIII은 1/3 속도이다.

| 테이프 레이블 | 테이프 길이 | 테이프 길이 | 녹화 시간          | 녹화 시간          | 녹화 시간          | 녹화 시간          | 녹화 시간 |
| 테이프 레이블 | ft          | m           | βI                 | βII                | βIII               | PAL/SECAM          | BETACAM   |
| ------------- | ----------- | ----------- | ------------------ | ------------------ | ------------------ | ------------------ | --------- |
| L-125         | 125         | 38          | 15분               | 30분               | 45분               | 32분               | -         |
| L-165         | 166 2/3     | 51          | 20분               | 40분               | 60분 (1시간)       | 43분               | -         |
| L-250         | 250         | 76          | 30분               | 60분 (1시간)       | 90분 (1시간 30분)  | 65분 (1시간 5분)   | 10분      |
| L-370         | 375         | 114         | 45분               | 90분 (1시간 30분)  | 135분 (2시간 15분) | 96분 (1시간 36분)  | -         |
| L-500         | 500         | 152         | 60분 (1시간)       | 120분 (2시간)      | 180분 (3시간)      | 130분 (2시간 10분) | 20분      |
| L-750         | 750         | 229         | 90분 (1시간 30분)  | 180분 (3시간)      | 270분 (4시간 30분) | 195분 (3시간 15분) | 30분      |
| L-830         | 833 1/3     | 254         | 100분 (1시간 40분) | 200분 (3시간 20분) | 300분 (5시간)      | 216분 (3시간 36분) | -         |

## 대중문화에서
1983년 데이비드 크로넌버그 감독의 영화 비디오드롬에서 맥스 렌 캐릭터는 배에 베타맥스 비디오카세트를 받아들이는 구멍이 생긴다. 베타맥스 형식이 선택된 이유는 카세트가 VHS 카세트보다 약간 작아서 의수를 제작하기 더 쉬웠기 때문이다.
2006년 닥터 후의 "The Idiot's Lantern" 에피소드에서 10대 닥터는 에피소드가 1953년을 배경으로 하는데도 불구하고 30년이나 일찍 만든 비디오테이프 안에 에피소드의 주 적을 물리쳐 영원히 가둔다. 그는 그것이 타임라인에 미칠 영향을 "그냥 베타맥스일 뿐이야"라며 대수롭지 않게 여긴다.
카우보이 비밥 에피소드 "Speak Like a Child"에서 제트와 스파이크는 페이에게 보내려던 베타 테이프를 우편으로 받는다. 제트와 스파이크는 베타맥스 플레이어를 찾기 위해 가게를 방문하고, 플레이어를 찾았지만 스파이크의 오래된 장비에 대한 참을성 부족으로 인해 이후 수리 불가능할 정도로 손상된다.
2008년 픽사 영화 월-E에서 월-E는 오래된 베타맥스 테이프로 추정되는 헬로 돌리 영화의 일부 장면을 본다. 그러나 면밀히 살펴보면 실제로 베타캠SP 카세트인 것을 알 수 있으며, 이는 영화 제작자의 실수일 수 있다.
타갈로그어 노래 "Betamax"는 필리핀 밴드 샌드위치의 2008년 다섯 번째 스튜디오 앨범인 <S> Marks the Spot에 수록되어 있으며, 인터넷, MP3, DVD가 등장하기 전의 필리핀 시대를 이야기한다. 당시 유일하게 널리 퍼진 비디오 형식은 베타맥스였다. 또한 필리핀에서 베타맥스는 닭이나 돼지 피로 만든 인기 있는 큐브 모양의 길거리 음식을 말하는데, 꼬치에 꽂아 제공되며 베타맥스 카트리지와 대략적인 유사성을 띤다.
2017년 슈퍼배드 3에서 악당 발타자르 브랫은 80년대 복장, 문화, 액세서리, 무기를 사용하며 그의 상대인 그루에게 "베타맥스의 아들"이라고 외친다.
2019년, 아마존 프라임 시리즈 <굿 오멘즈> 시즌 1 에피소드 3에서, 아그네스 너터의 예언서에 "베타맥스를 사지 마라"는 예언이 언급되며, 1972년을 지칭한다.

## 같이 보기
- 베타캠 – U-matic의 대체품. 방송 스튜디오 및 기타 전문가가 사용하는 호환되지 않는 고품질 표준
- 디지털 베타캠 – 베타캠의 대체품. 방송 스튜디오 및 기타 전문가가 사용하는 호환되지 않는 디지털 고품질 표준
- 컴팩트 비디오 카세트 – 후나이 전기와 테크니컬러가 1⁄4″ 테이프 형식으로 개발한 경쟁 제품
- 피프 서치 – 베타맥스에서 개척되어 대부분의 비디오 형식에서 사용 가능한 그림 검색 시스템
- U-matic – 베타맥스의 전신으로, 1⁄2-인치 대신 3⁄4-인치 테이프를 사용
- 8밀리 비디오 – 베타맥스 기술을 기반으로 한 작은 형태 요소 테이프로, 8mm 테이프를 사용
- 비디오테이프 표준 전쟁 - 리서치 회사 엔터프라이즈 스트래티지 그룹이 VHS가 더 개방적인 형식 덕분에 베타맥스를 이겼다고 발표함